# Данієль Фредгейм Голм
Данієль Фредгейм Голм (норв. Daniel Fredheim Holm, нар. 30 липня 1985, Мюре) — норвезький футболіст, нападник клубу «Волеренга».
Насамперед відомий виступами за клуби «Волеренгу», а також національну збірну Норвегії.
Чемпіон Норвегії. Володар Кубка Норвегії.

## Клубна кар'єра
У дорослому футболі дебютував 2001 року виступами за команду клубу «Скейд», у якій провів два сезони, взявши участь у 53 матчах чемпіонату.
Своєю грою за цю команду привернув увагу представників тренерського штабу «Волеренги», до складу якої приєднався на початку 2004 року. Відіграв за команду з Осло наступні п'ять сезонів своєї ігрової кар'єри. Більшість часу, проведеного у складі «Волеренги», був основним гравцем атакувальної ланки команди.
2009 року уклав контракт із клубом «Ольборг», у складі якого провів наступні два роки своєї кар'єри гравця.
До складу «Русенборг» приєднався 20 січня 2011 року. Відіграв за команду з Тронгейма 45 матчів у національному чемпіонаті. 2013 повернувся до «Волеренги».

## Виступи за збірні
Протягом 2004–2006 років залучався до складу молодіжної збірної Норвегії. На молодіжному рівні зіграв у 16 офіційних матчах, забив 3 голи.
28 березня 2007 року дебютував в офіційних іграх у складі національної збірної Норвегії в матчі-відбору на Євро-2008 проти збірної Туреччини, який завершився з рахунком 2-2.
Наступного року Голм зіграв ще у двох товариським матчах за збірну, після чого до лав національної команди не запрошувався.

## Статистика виступів
Статистика станом на кінець сезону 2012 року

### Статистика клубних виступів
| Сезон                 | Клуб                  | Чемпіонат             | Чемпіонат | Чемпіонат | Національний кубок | Національний кубок | Національний кубок | Континентальні кубки | Континентальні кубки | Континентальні кубки | Суперкубок | Суперкубок | Суперкубок | Усього | Усього |
| Сезон                 | Клуб                  | Ліга                  | Ігор      | Голів     | Ліга               | Ігор               | Голів              | Ліга                 | Ігор                 | Голів                | Ліга       | Ігор       | Голів      | Ігор   | Голів  |
| --------------------- | --------------------- | --------------------- | --------- | --------- | ------------------ | ------------------ | ------------------ | -------------------- | -------------------- | -------------------- | ---------- | ---------- | ---------- | ------ | ------ |
| 2001                  | \| «Скейд»            | А                     | 4         | 0         | КН                 | ?                  | ?                  | —                    | —                    | —                    | —          | —          | —          | 4      | 0      |
| 2002                  | \| «Скейд»            | А                     | 24        | 1         | КН                 | 3                  | 0                  | —                    | —                    | —                    | —          | —          | —          | 27     | 1      |
| 2003                  | \| «Скейд»            | А                     | 25        | 10        | КН                 | 5                  | 1                  | —                    | —                    | —                    | —          | —          | —          | 30     | 11     |
| Усього за «Скейд»     | Усього за «Скейд»     | Усього за «Скейд»     | 41        | 7         |                    | 2                  | 1                  |                      | 0                    | 0                    |            | 0          | 0          | 43     | 8      |
| 2004                  | «Волеренга»           | T                     | 25        | 5         | КН                 | 2                  | 0                  | —                    | —                    | —                    | —          | —          | —          | ?      | ?      |
| 2005                  | «Волеренга»           | T                     | 24        | 4         | КН                 | 4                  | 2                  | —                    | —                    | —                    | —          | —          | —          | ?      | ?      |
| 2006                  | «Волеренга»           | T                     | 22        | 4         | КН                 | 4                  | 1                  | —                    | —                    | —                    | —          | —          | —          | ?      | ?      |
| 2007                  | «Волеренга»           | T                     | 23        | 4         | КН                 | 4                  | 1                  | —                    | —                    | —                    | —          | —          | —          | ?      | ?      |
| 2008                  | «Волеренга»           | T                     | 21        | 4         | КН                 | 5                  | 3                  | —                    | —                    | —                    | —          | —          | —          | ?      | ?      |
| 2009                  | «Волеренга»           | T                     | 7         | 1         | КН                 | 1                  | 0                  | —                    | —                    | —                    | СН         | 0          | 0          | ?      | ?      |
| Усього за «Волеренгу» | Усього за «Волеренгу» | Усього за «Волеренгу» | 181       | 32        |                    | ?                  | ?                  |                      | 0                    | 0                    |            | 0          | 0          | ?      | ?      |
| 2009-10               | «Ольборг»             | С                     | 13        | 3         | КД                 | ?                  | ?                  | —                    | —                    | —                    | —          | —          | —          | ?      | ?      |
| 2010-11               | «Ольборг»             | С                     | ?         | ?         | КД                 | ?                  | ?                  | —                    | —                    | —                    | —          | —          | —          | ?      | ?      |
| Усього за «Ольборг»   | Усього за «Ольборг»   | Усього за «Ольборг»   | 13        | 3         |                    | ?                  | ?                  |                      | 0                    | 0                    |            | 0          | 0          | ?      | ?      |
| 2011                  | «Русенборг»           | T                     | 17        | 1         | КН                 | 2                  | 0                  | ЛЧ                   | 2                    | 0                    | —          | —          | —          | 21     | 1      |
| 2012                  | «Русенборг»           | T                     | 28        | 3         | КН                 | 2                  | 0                  | ЛЄ                   | 12                   | 1                    | —          | —          | —          | 42     | 4      |
| Усього                | Усього                | Усього                | 396       | 68        |                    | ?                  | ?                  |                      | ?                    | ?                    |            | ?          | ?          | ?      | ?      |

### Статистика виступів за збірну
| Дата       | Місто              | Господарі | Результат | Гості    | Турнір            | Голи | Примітки |
| ---------- | ------------------ | --------- | --------- | -------- | ----------------- | ---- | -------- |
| 28/03/2007 | Франкфурт-на-Майні | Туреччина | 2 – 2     | Норвегія | Відбір до ЧЄ 2008 | -    |          |
| 20/08/2008 | Осло               | Норвегія  | 1 – 1     | Ірландія | товариський матч  | -    |          |
| 19/11/2008 | Дніпропетровськ    | Україна   | 1 – 1     | Норвегія | товариський матч  | -    |          |
| Усього     |                    | Матчів    | 3         |          | Голів             | 0    |          |

## Титули і досягнення
- Чемпіон Норвегії (1):

«Волеренга»: 2005
- Володар Кубка Норвегії (1):

«Волеренга»: 2008